# 瓦茨

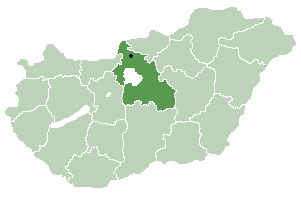

瓦茨（匈牙利語：Vác，匈牙利語發音：[ˈvaːt͡s]）是匈牙利的城市，位於該國北部多瑙河畔，距離首都布達佩斯35公里，由佩斯州負責管轄，面積61.63平方公里，海拔高度116米，2008年人口33,223。

## 友好城市
- 法國 德伊-拉巴尔

## 外部連結
- （页面存档备份，存于）
- Official website of town （页面存档备份，存于）
- The newsportal （页面存档备份，存于）
- Live webcam from the square (The yellow building in the background is the town hall) （页面存档备份，存于）
- Map of Vác （页面存档备份，存于）
- Map of the surrounding area （页面存档备份，存于）
- Tragor Ignác Museum of Vác （页面存档备份，存于）
- The House of Culture
- Katona Lajos Town Library （页面存档备份，存于）
- Aerial photographs: Vác （页面存档备份，存于）